# Moi vouloir toi
Pour plus de détails, voir Fiche technique et Distribution.
Moi vouloir toi est un film français réalisé par Patrick Dewolf, sorti en 1985. Le couple en vedette est Gérard Lanvin et son épouse, la chanteuse disco Jennifer Lanvin.

## Synopsis
Patrick et Alice n'auraient normalement pas dû se rencontrer, pourtant, entre eux, c'est le coup de foudre. Un seul problème : ils ne vivent pas sur les mêmes horaires. Patrick travaille tôt à la radio, et Alice tard le soir. Mais ils aiment tous les deux la chanson.

## Fiche technique
- Titre : Moi vouloir toi
- Réalisation : Patrick Dewolf
- Scénario : Patrick Dewolf et Gérard Lanvin
- Musique générique composée par Éric Demarsan
- Pays d'origine :  France
- Format : Couleurs
- Genre : comédie
- Durée : 90 minutes
- Date de sortie : France : 11 décembre 1985

## Distribution
- Gérard Lanvin : Patrick Montanet
- Jennifer Lanvin  : Alice
- Daniel Russo : Pierrot Baillet
- Corine Marienneau : Catherine
- Clémentine Célarié : Martine
- Julien Cafaro
- Bruno Cortés
- Dan Sardi De Letto
- Anna Gaylor : Mère de Patrick
- Bernard Giraudeau : L'ex-ami d'alice
- Cassandre Hornez
- Guy Laporte : Le vendeur
- Frederic Lebovici
- Mathieu Lescuyer
- Maïté Maillé
- Jean-Michel Noirey
- Christophe Otzenberger
- Jean-Luc Porraz : M. Info
- Claude Simeoni
- Philippe Tansou
- Fabienne Tealdi
- Serge Ubrette
- Eric Viali